# Сенічит
Сенічит — мінерал, гідроксимолібдат міді, названий на честь подружжя Террі та Марісси Сеніч, американських колекціонерів мінералів угорського походження, які знайшли перші зразки. Коли його вперше виявили в Атакамі, Чилі, вважалося, що це ліндгреніт. Прояв виявлений на ізольованій ділянці, розміром близько одного кубічного метра, в порожнинах повеліту та молібденіту. Ці порожнини були заповнені матеріалом, схожим на глину. За межами зони кристали сенічиту зростали, вміст міді знижувався, а мінералізація змінилася на ліндгреніт. Чим далі від зони, тим більше зростали мінерали, в яких, здавалося, не вистачало міді, і які складалися з прожилків павеліту в руді. Сенічит був схвалений IMA як мінеральний вид в 1993 році.

## Властивості
Сенічит є диморфом маркашериту. Цей мінерал є плеохроїчним. Вздовж осі X мінерал виглядає жовто-зеленим, а якщо дивитися по осях Y і Z, він виглядає зеленим. Сенічит складається з міді (45,54 %), кисню (22,92 %), молібдену (22,92 %), а також містить незначну кількість водню (0,96 %). Цей мінерал вирощує лопаті радіальних кристалів. Ці кристали тонкі, решітчасті, утворюють агрегати. Вони ростуть з центральної точки, не утворюючи зірчастих форм. Сенічит не має радіоактивних властивостей. При нагріванні вище 350 °C сенічит розкладається на купромолібдит і тенорит за реакцією: 2Cu3(MoO4)(OH)4 → Cu3O(MoO4)2 + 3CuO + 2H2↑.

## Прояви та локалізації
Сенічит — незвичайний вторинний мінерал, який росте в окисленій зоні. Типова місцевість — шахта Хардінера № 1 у Чилі. Помилково типова місцевість раніше була вказана як «Tierra Amarilla». Мінерал асоціюється з баритом, брошантитом, халькоцитом, халькопіритом, хризоколою, золотом, гематитом, ліндгренітом, молібденітом, повелітом і кварцом.